# Afrocentricité

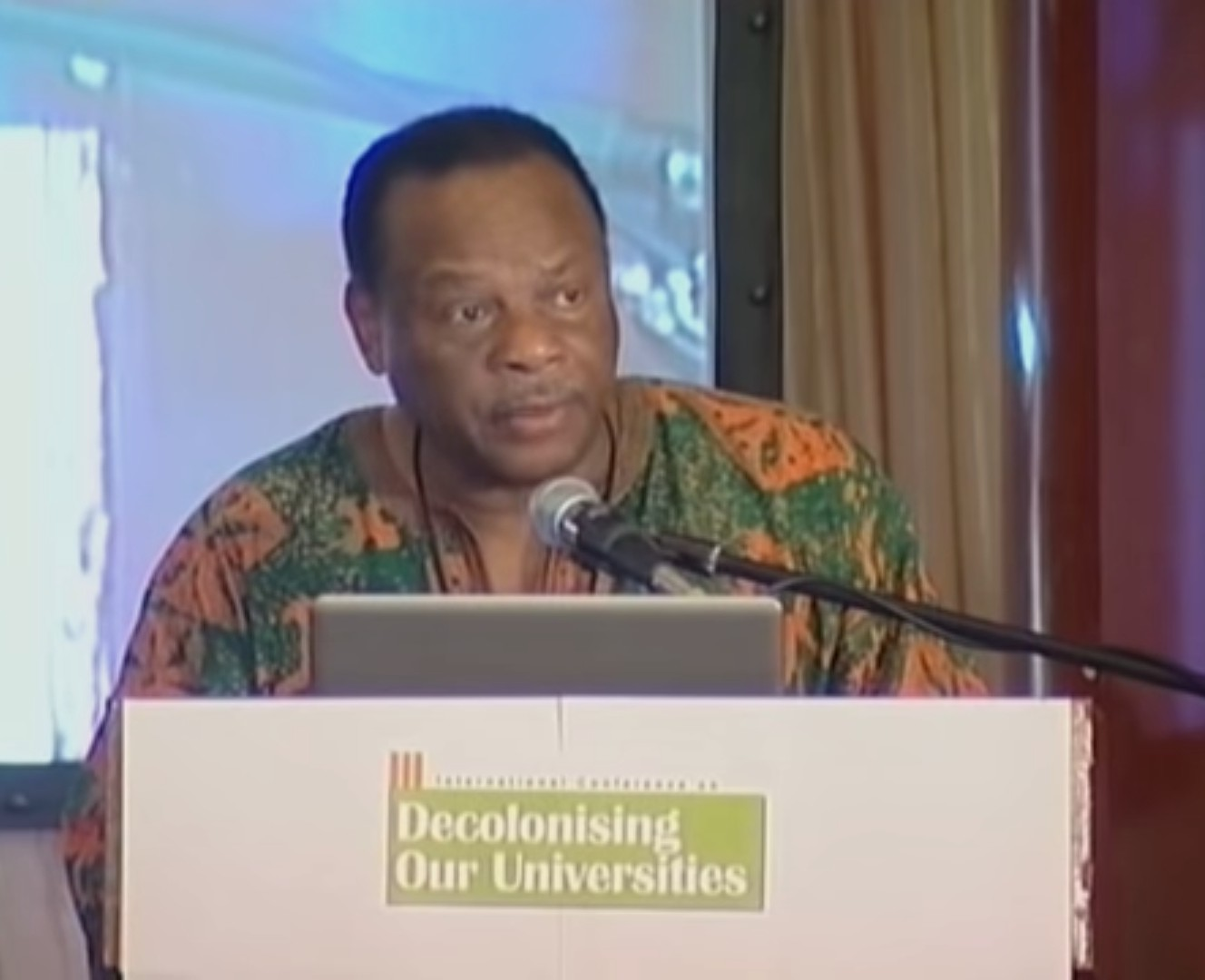
Molefi Kete Asante, États-Unis.

Ne doit pas être confondu avec Afrocentrisme.
L'afrocentricité est une théorie et une approche académiques qui cherchent à centrer les expériences et les peuples d'Afrique et de la diaspora africaine dans leurs propres contextes historiques, culturels et sociologiques,,,. Développée pour la première fois en tant que méthodologie systématisée par Molefi Kete Asante en 1980, elle s'est inspirée d'un certain nombre d'intellectuels africains et de la diaspora africaine, notamment Cheikh Anta Diop, George G. M. James (en), Harold Cruse, Ida B. Wells, Langston Hughes, Malcolm X, Marcus Garvey et W. E. B. Du Bois,.
Le Temple Circle,, également connu sous le nom de Temple School of Thought, Temple Circle of Afrocentricity, ou Temple School of Afrocentricity, était un des premiers groupes d'africologues de la fin des années 1980 et du début des années 1990 qui a contribué à développer davantage l'afrocentricité, basée sur les concepts d'agence, de centrage, de localisation et d'orientation.

## Définition
L'afrocentricité a été inventée pour évoquer « le recentrage sur l'Africain » et, en tant que paradigme unificateur, s'inspire des travaux fondateurs des études afro-américaines et des études africaines,. Ceux qui s'identifient comme spécialistes de l'afrocentricité, y compris les historiens, les philosophes et les sociologues, s'appellent eux-mêmes « afrologues », ou « afrocentristes »,,. Ils cherchent à fonder leur travail sur la perspective et la culture communes aux peuples africains, et à centrer les peuples africains et leurs expériences en tant qu'acteurs et sujets.
Ama Mazama a défini le paradigme de l'afrocentricité comme étant composé de « l'ontologie / épistémologie, la cosmologie, l'axiologie et l'esthétique des peuples africains » et comme étant « centré sur les expériences africaines », qui transmettent ensuite la « voix africaine ». Selon elle, l’Afrocentricité intègre la danse, la musique, les rituels, les légendes, la littérature et les oratures africaines comme éléments clés de son approche explicative. Les caractéristiques axiologiques de l'afrocentricité que Mazama identifie incluent des explorations de l'éthique africaine, et les aspects esthétiques intègrent la mythologie africaine, le rythme et les arts du spectacle. Mazama soutient également que l’Afrocentricité peut intégrer des aspects des spiritualités africaines en tant que composantes essentielles des visions du monde africaines. Mazama considère la spiritualité et d’autres méthodes intuitives d’acquisition de connaissances et de réponses émotionnelles utilisées dans le paradigme comme un contrepoids à la rationalité, et l’expérience directe de ces artefacts culturels et spirituels peut éclairer l’Afrocentricité. Mazama indique que de nombreux termes et concepts utilisés dans l'afrocentricité visent à déplacer le statut conceptuel des Africains comme objets sur lesquels on agit vers des sujets qui sont des agents qui agissent.
Contrairement à l'idéologie hégémonique de l'eurocentrisme, le paradigme de l'afrocentrisme est considéré par les afrocentristes comme non hiérarchique et pluraliste (en) et n'a pas pour but de supplanter « la connaissance blanche » par la « connaissance noire ». En tant que théorie multidisciplinaire holistique mettant fortement l’accent sur la localisation et l’action des Africains, l’afrocentricité est conçue pour ne pas accepter le rôle de subalterne prescrit aux Africains par l’eurocentrisme. Un aspect important de l’afrocentricité est donc une déconstruction et une critique de l’hégémonie, du racisme et des préjugés.
Les africologues, qui produisent des travaux universitaires afrocentriques, identifient leur domaine professionnel comme étant l’afrocentricité – et non l'afrocentrisme. Il est crucial de noter que tous les travaux universitaires qui se concentrent sur des sujets africains ou afro-américains ne sont pas nécessairement afrocentriques, pas plus que les travaux sur les théories mélanistes ou ceux qui sont ancrés dans des questions de couleur de peau, de biologie ou de déterminisme biologique ; cela signifie que certaines revendications de l'afrocentrisme ne font pas strictement partie du paradigme, et certaines critiques d'idées prétendument afrocentriques peuvent ne pas être des critiques de l'afrocentricité.

## Histoire
Midas Chanawe a décrit dans son étude historique du développement de l'afrocentricité comment les expériences de la traite transatlantique des esclaves, du passage du milieu et des lois contre l'analphabétisme aux États-Unis (en), partagées par les Afro-Américains réduits en esclavage, suivies de l'expérience de cultures doubles (par exemple, les africanismes (en), les américanismes), ont conduit certains Afro-Américains à réexplorer leur héritage culturel africain plutôt que de choisir d'être américanisés. De plus, l’expérience afro-américaine du racisme (en) persistant a souligné l’importance que la culture et sa nature relative pouvaient avoir sur leur entreprise intellectuelle. Tout cela a jeté les bases du développement de l’afrocentricité. Parmi les exemples d'arguments qui présageaient l'afrocentricité, on peut citer des articles publiés dans le Freedom's Journal (1827) qui établissaient des liens entre les Africains subsahariens et les anciens Égyptiens, les abolitionnistes afro-américains, tels que Frederick Douglass et David Walker, qui soulignaient les réalisations des anciens Égyptiens en tant qu'Africains pour saper l'affirmation suprémaciste blanche selon laquelle les Africains noirs étaient inférieurs, et les affirmations du panafricanisteMarcus Garvey, qui soutenait que l'Égypte ancienne avait jeté les bases de la civilisation dans l'histoire du monde. Ces idées se retrouveront dans les contextes du nationalisme noir, de la négritude, du panafricanisme, du mouvement Black Power et du mouvement Black is Beautiful (en) qui ont servi de précurseurs au développement formel de l'afrocentricité.
L'Université Temple, siège institutionnel de Molefi Kete Asante et site du premier programme de doctorat dans le domaine des études africaines, qui à Temple s'appelle « Africology and African American Studies » (Africologie et études afro-américaines) est largement considérée comme la plus importante institution de recherche sur l'afrocentricité. En plus de Molefi Kete Asante, l'afrocentricité s'est développée au sein du Temple Circle (« Cercle du Temple »), avec par exemple, Abu Abarry, Kariamu Welsh (en), Terry Kershaw (en), Tsehloane Keto, Ama Mazama et Théophile Obenga. En raison du développement scientifique de l’afrocentricité, plusieurs revues scientifiques et associations professionnelles se sont développées à travers les États-Unis et l’Afrique. En tant qu'entreprise intellectuelle mondiale, l'afrocentricité est étudiée, enseignée et illustrée dans des institutions et des lieux tels que le Quilombismo (initié par Abdias do Nascimento ) au Brésil, l'Université du Pacifique (es) à Buenaventura, en Colombie, les programmes d'Africamaat à Paris, en France, le Centre for African Renaissance de l'Université d'Afrique du Sud, un programme de formation géré par Stanley Mkhize à l'Université de Witwatersrand en Afrique du Sud, et le Molefi Kete Asante Institute à Philadelphie, aux États-Unis. Des conférences africologiques se sont également développées, certaines fonctionnant sur invitation, d'autres ayant lieu sur une base annuelle, comme la Conférence Cheikh Anta Diop,. La théorie de l’afrocentricité a également eu un impact ultérieur sur d’autres domaines et théories académiques, tels que l’anthropologie, l’éducation, la théorie du jazz, la linguistique, la théorie des organisations et l’éducation physique.

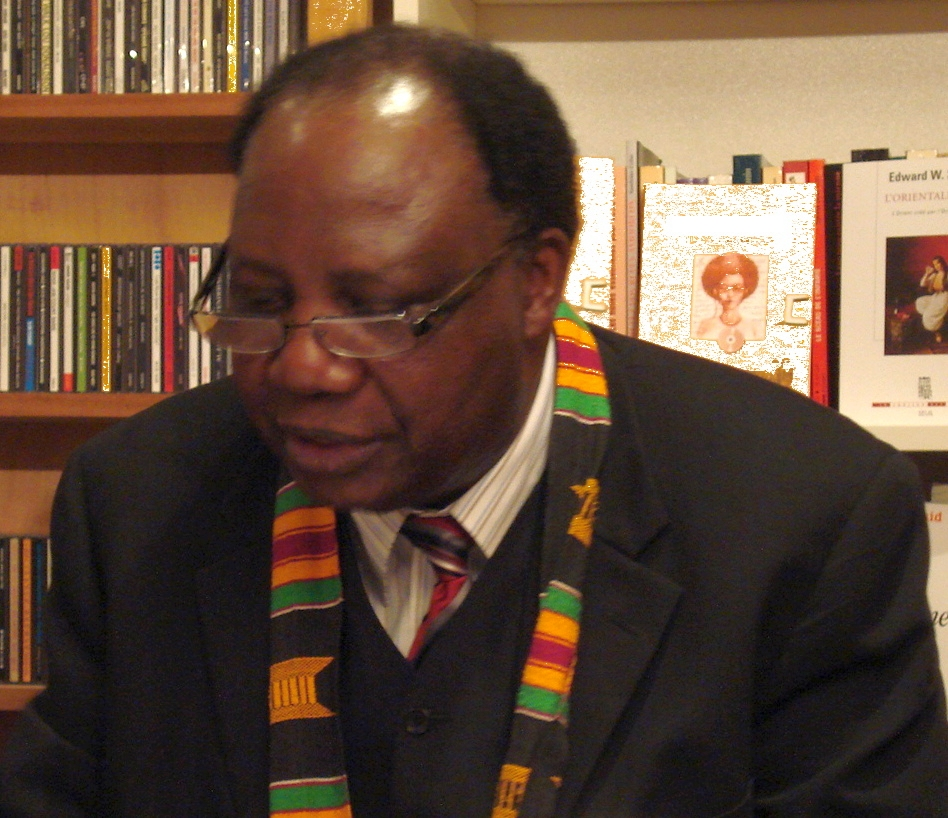
Théophile Obenga, République du Congo.

## Différences entre l'afrocentricité et l'afrocentrisme
L’afrocentricité et l’afrocentrisme ne sont pas synonymes, mais sont plutôt distincts l’un de l’autre et ne doivent pas être confondus. Molefi Kete Asante explique :

« A titre de distinction, l'afrocentricité ne doit pas être confondue avec la variante afrocentrisme. Le terme "afrocentrisme" a été utilisé pour la première fois par les opposants à l'afrocentricité qui, dans leur zèle, y voyaient un avers de l'eurocentrisme. Dans la littérature académique, l'adjectif "afrocentrique" a toujours fait référence à l'"afrocentricité". Cependant, l'utilisation du terme "afrocentrisme" reflète la négation de l'idée de l'afrocentricité en tant que paradigme positif et progressiste. L'objectif était d'attribuer une signification religieuse à l'idée de centrage sur l'Afrique. L'objectif était d'attribuer une signification religieuse à l'idée de centrage sur l'Afrique. Cependant, ce terme a fini par désigner un vaste mouvement culturel de la fin du vingtième siècle qui repose sur un ensemble d'idées philosophiques, politiques et artistiques qui fournissent la base des dimensions musicales, vestimentaires et esthétiques de la personnalité africaine. D'autre part, l'afrocentricité, telle que je l'ai définie précédemment, est une théorie de l'action, c'est-à-dire l'idée que les Africains doivent être considérés et se considérer comme des agents plutôt que comme des spectateurs de la révolution et du changement historiques. À cette fin, l'afrocentricité cherche à examiner tous les aspects de la place des Africains dans la vie historique, littéraire, architecturale, éthique, philosophique, économique et politique. »

Outre Molefi Kete Asante, de nombreux autres universitaires ont expliqué que l'afrocentricité et l'afrocentrisme sont distincts l'un de l'autre, et que les critiques ont souvent confondu les deux lorsqu'ils ont critiqué l'afrocentricité. De plus, Asante indique qu'en confondant l'afrocentricité avec l'afrocentrisme, les critiques de l'afrocentrisme ont caractérisé à tort l'afrocentricité comme étant un « mouvement "religieux" basé sur un paradigme essentialiste ». D'autres universitaires ont également critiqué les critiques de l'afrocentricité qui cherchent à la définir comme un mouvement religieux,. L'historienne et anthropologue médicale Katherine Bankole-Medina (en) note que plutôt que de chercher à comprendre la théorie de l'afrocentricité ou d'engager un discours constructif avec les spécialistes de la théorie, de nombreux universitaires critiques cherchent à critiquer et à discréditer la théorie ainsi qu'à s'engager dans un militarisme intellectuel. Par conséquent, entre l'afrocentrisme et l'afrocentricité, de nombreux universitaires critiques ont tendance à négliger leur distinction de suffixe clé (c'est-à-dire -isme et -icité). Le philosophe Mogobe Ramose (en) a indiqué que, contrairement à l'afrocentricité, l'afrocentrisme a été caractérisé comme une notion qui nie la notion selon laquelle l'afrocentricité est un « paradigme positif et progressiste ».
D'autres universitaires ont indiqué que depuis que l'afrocentricité est devenue de plus en plus connue à l'intérieur et à l'extérieur du monde universitaire, elle a conduit des non-universitaires à développer leurs propres formes d'analyse qui ne sont pas aussi précises ou exactes et ces formes d'analyse développées par la suite ont été incorporées dans diverses formes de médias (par exemple, la musique, le cinéma). Cette forme de culture populaire, ou afrocentrisme, a également été par la suite confondue avec la méthodologie systématique de l’afrocentricité. En raison des idées fausses répandues sur ce que n’est pas l’afrocentricité, Stewart indique que cela a eu un impact négatif sur la perception du public. Certains universitaires ont déclaré que, bien que l'afrocentrisme soit une culture populaire, l'afrocentricité est une théorie académique et que l'afrocentricité a été décrite par les médias de masse et les critiques comme de l'afrocentrisme afin de tenter de déformer et/ou d'invalider l'afrocentricité. Maulana Karenga a indiqué qu'il existe des distinctions entre la compréhension publique de l'afrocentrisme véhiculée par les médias de masse, qui est détenue par certains partisans et par certains critiques de l'afrocentrisme, et la conceptualisation académique de l'afrocentrisme détenue par les afrocentristes. Karenga indique que l'afrocentrisme est un paradigme intellectuel ou une méthodologie, tandis que l'afrocentrisme, en raison du suffixe du terme (c'est-à-dire -isme), est une disposition idéologique et politique. De plus, Karenga indique que, dans l’afrocentricité, les comportements et la culture africains sont soumis à un examen à travers le prisme centré des idéaux africains. Babacar M'Baye (en) indique que, contrairement à l'afrocentrisme, la théorie intellectuelle de l'afrocentricité ajoute de la valeur au domaine des études noires.
Certains universitaires ont déclaré que certaines des opinions les plus radicales de l’afrocentrisme ont été injustement attribuées à Kete Asante.
Certains universitaires ont indiqué que l'afrocentricité est distincte de l'afrocentrisme, et que l'afrocentrisme est fréquemment confondu avec l'ethnonationalisme, souvent simplifié en fierté noire ou en histoire noire romancée et souvent interprété à tort par les universitaires progressistes/libéraux comme étant une version noire du nationalisme blanc, ou caractérisé à tort comme étant une version noire de l'eurocentrisme. Ils affirment en outre que l’afrocentrisme a été caractérisé à tort comme étant une notion fondée sur la suprématie noire et comme étant l’équivalent noir de l’eurocentrisme hégémonique. Rasekoala affirme que, tandis que l'afrocentrisme a été caractérisé comme une idéologie axée sur les traits culturels (par exemple, les coutumes, les habitudes, les traditions, les valeurs, les systèmes de valeurs) des Africains, l'afrocentricité est une méthodologie qui se concentre sur la positionnalité, l'agence et les expériences des Africains. 
Les partisans de l’afrocentricité affirment qu’il s’agit d’un concept théorique d’agence. Ils affirment en outre que les détracteurs de l'afrocentricité qualifient intentionnellement l'afrocentricité d'afrocentrisme afin d'éloigner les personnes d'origine africaine, qui ne sont pas encore conscientes de ce qui compose l'afrocentricité. Cela a été caractérisé comme une « guerre idéologique continue pour assurer la poursuite de l’assujettissement des peuples africains en tant qu’objets d’analyse, les décourageant ainsi d’être les agents de leur propre histoire ». De plus, il a été indiqué que ceux qui accusent les spécialistes de l’afrocentricité de produire de la propagande politique le font également, tout en la présentant comme de l’érudition, afin de nier l’action des Africains et d’éviter la critique. Hilliard et Alkebulan indiquent que, plutôt que d'utiliser les travaux universitaires des spécialistes de l'afrocentricité pour la définir, les médias de masse ont façonné la compréhension publique de l'afrocentricité en utilisant le travail des journalistes et le travail des universitaires, qui ne sont pas des professionnels dans le domaine de l'afrocentricité — comme Mary Lefkowitz (en) et son ouvrage, Not Out of Africa, qui confond également l'afrocentrisme avec l'afrocentricité — comme sources faisant autorité pour les critiques de l'afrocentricité.  Le critique culturel et professeur d'études postcoloniales Edward Saïd a également été critiqué pour avoir confondu l'afrocentricité avec l'afrocentrisme. 
En 1991, le New York Times,, ou Newsweek ont créé le terme « afrocentrisme » en opposition à l'afrocentricité et les critiques de l'afrocentricité ont fait avancer cet effort,. Zulu indique que l'afrocentrisme était un terme imposé, qui faisait partie d'un grand récit trompeur, destiné à faire dérailler et à freiner l'élan du paradigme de l'afrocentrisme adopté et utilisé.
Asante indique en effet que l'afrocentrisme est postérieur à l'afrocentricité en tant que concept. D'autres chercheurs indiquent que ce que l'on appelle désormais l'afrocentrisme existe depuis des siècles parmi les communautés noires en tant que compréhension politique populaire et tradition narrative sur l'histoire de l'Afrique et des Africains, qui contraste et se distingue de la théorie de l'afrocentrisme et du mouvement d'africologie qui s'est développé dans les années 1980. De plus, l’utilisation du terme afrocentrique préexistait à la naissance de Kete Asante et a ensuite été incorporée dans la méthodologie et le paradigme Afrocentrique créés par Asante. Comme le souligne également Kete Asante, bien que l’afrocentrisme puisse suggérer une limitation géographique, l’afrocentricité peut être pratiquée n’importe où dans le monde comme une forme d’étude académique. 
Bien qu'il existe différentes désignations (par exemple, l'africanité, l'afrocentricité glorienne, l'afrocentricité prolétarienne) pour l'afrocentricité, Amo-Agyemang indique que l'afrocentricité ne doit pas être confondue avec l'afrocentrisme et ne cherche pas à remplacer l'eurocentrisme. Alors que l'afrocentricité replace l'identité africaine au centre et privilégie les concepts, les traditions et l'histoire des Africains, Amo-Agyemang indique que l'afrocentricité clarifie, déconstruit et sape les épistémologies hégémoniques ; également, qu'elle sert de méthode libératrice qui « nie/répudie les exploitations, l'oppression, la répression, la domination et la marginalité du savoir culturel autochtone » et recherche la « démocratisation du savoir, la déshégémonisation du savoir, la désoccidentalisation du savoir et la déseuropéanisation du savoir ».

## Critiques et réponses aux critiques
Les principaux critiques de l'afrocentricité ont été Tunde Adeleke (par exemple, The Case Against Afrocentrism, 2009), Clarence Walker (par exemple, Why We Can't Go Home Again, 2001), Stephen Howe (par exemple, Afrocentrism: Mythical Pasts and Imagined Homes, 1998) et Mary Lefkowitz (par exemple, Not Out of Africa, 1997). Ces œuvres critiques majeures ont été caractérisées par Asante en 2017 comme étant une « incompréhension de l'afrocentrisme ou une tentative de relancer la domination eurocentrique dans la connaissance, la critique et la littérature ».
Esonwanne (1992) a critiqué Kemet, Afrocentricity and Knowledge (1990) d'Asante et a qualifié son discours d'« invraisemblable », son argumentation de « désorganisée », son analyse de « grossière et confuse », son manque perçu de sérieux dans l'étude comme nuisible à « l'étude sérieuse des cultures afro-américaines et africaines », comme faisant partie d'un « projet global d'afrocentrisme » et comme étant « désinvoltement raciste ». Il indique que la qualité rédemptrice et la « valeur intellectuelle » des travaux antérieurs d'Asante est leur « valeur négative » et qu'il s'agit d'un excellent exemple de ce que les chercheurs en études africaines et afro-américaines « feraient bien d'éviter ». Esonwanne caractérise en outre l'afrocentricité d'Asante comme étant une « version individualiste post-droits civiques [aux États-Unis] de la doctrine panafricaniste » qui mérite de ne pas céder à la « tentation de rejeter complètement la notion d'afrocentricité ».
À son tour, Asante (1993) a critiqué Esonwanne (1992) et celle que ce dernier a donnée à ses premiers travaux. Asante a indiqué que les chercheurs qui envisageaient d'utiliser Esonwanne (1992) comme moyen de comprendre ses travaux antérieurs en auraient une compréhension limitée. La caractérisation par Esonwanne du travail d'Asante comme étant « désinvoltement raciste » a été qualifiée par Asante de « calomnie gratuite » qui manquait de précision sur ce qui était qualifié de « raciste à la légère ». De plus, Asante a indiqué qu'en raison de l'absence d'exemple précis cité dans ses travaux antérieurs pour étayer la caractérisation de celui-ci comme « raciste désinvolte », il s'agissait « non seulement d'une grave violation du professionnalisme, mais aussi d'un stratagème intellectuel grotesque et malhonnête ».
Esonwanne (1992) a indiqué que le regroupement de Cheikh Anta Diop, Maulana Karenga et Wade Nobles était un « mélange étrange » en raison du fait que chacun des chercheurs avait des approches méthodologiques différentes des études africaines et des études afro-américaines. Sur la base de cette caractérisation du travail antérieur d'Asante comme un « étrange mélange », Asante (1993) a considéré cela comme une indication qu'Esonwanne (1992) montrait un manque de compréhension et de familiarité avec son travail antérieur, avec les travaux de Diop, Karenga et Wade, ainsi qu'avec la théorie de l'afrocentricité. Asante (1993) a ensuite précisé que Cheikh Anta Diop, Maulana Karenga et Wade Nobles, malgré des différences de parcours professionnels ou d’intérêts académiques, étaient tous des spécialistes de la théorie de l’afrocentricité.
Asante (1993) a ensuite précisé que, de manière similaire à l'utilisation du terme « européen », l'utilisation du terme composite « africain » n'est pas utilisée en référence à une abstraction, mais est utilisée en référence à l'identité ethnique et au patrimoine culturel ; en tant que tel, il existe des utilisations modales de termes tels que « civilisation africaine » et « culture africaine », qui ne nient pas l'importance des identités et des héritages distincts de groupes africains plus spécifiques (par exemple les Afro-Américains, les Haoussas, les Jamaïcains, les Kikuyu, les Kongo et les Yorubas). Asante indique que l'utilisation de tels termes, en référence à Maât, a été abordée dans un chapitre de son ouvrage antérieur, mais que les lacunes des critiques présentées dans Esonwanne montrent que celui-ci n'a peut-être pas lu jusqu'à ce chapitre.
Hill-Collins (2006) a caractérisé l'afrocentrisme comme étant essentiellement une religion civile (par exemple, des croyances et des valeurs communes ; des principes communs qui distinguent les croyants des non-croyants ; des points de vue sur les inconnues de la vie, sur la souffrance et sur la mort ; des lieux de rassemblement et des rituels communs qui établissent une personne en tant que membre d'un système de croyances institutionnalisé). Certains aspects qu'elle a définis et reliés à l'afrocentricité d'Asante étaient un amour fondamental pour les Noirs et le fait d'être Noir (par exemple, la négritude) et les valeurs noires communes (par exemple, les valeurs et principes établis par Karenga de Kwanzaa) ; un autre aspect était le centrage sur les Noirs comme une forme de grâce ou de soulagement du racisme blanc ; un autre aspect était le « péché originel » de la traite négrière occidentale comme raison principale de la souffrance et de la mort des Noirs, l'Afrique comme terre promise, et une forme de salut par l'auto-redéfinition et l'auto-réclamation en tant que peuple africain ainsi que le rejet de ce qui est perçu comme étant des Blancs et de la culture blanche (qui sont considérés comme portant des qualités maléfiques par rapport aux Noirs). Un autre aspect de la caractérisation de l’afrocentrisme en tant que religion civile implique l’exclusion homophobe et sexiste des individus noirs LGBT, des femmes noires, des individus biraciaux et multiraciaux et des individus noirs riches.
Asante (2007) a caractérisé Hill-Collins (2006) comme suivant une approche similaire à celle de Stephen Howe et Mary Lefkowitz en ne fournissant pas de définition claire du concept d'afrocentricité qu'ils tentent de critiquer et en caractérisant ensuite négativement et incorrectement l'afrocentricité comme afrocentrisme (c'est-à-dire une forme noire d'eurocentrisme). Asante indique que l'afrocentricité n'est pas un système de pensée ou de croyance religieuse clos ; il a plutôt indiqué qu'il s'agit d'une dialectique critique et ouverte qui permet un dialogue et un débat ouverts sur les hypothèses fondamentales sur lesquelles repose la théorie de l'afrocentricité. Asante a également critiqué et caractérisé Hill-Collins (2006) comme étant « non seulement une érudition médiocre », mais une « forme de haine de soi » qui est typiquement « pratiquée par des carriéristes vulgaires dont le plan est de se distancer de l'agence africaine ». Asante a souligné le travail intellectuel de Hill-Collins sur le centrage des femmes de la diaspora africaine pour contraster avec son manque de compréhension caractérisé du travail intellectuel sur le centrage des peuples africains sur lequel se concentre l'afrocentricité. Dans la continuité de Black Power to Hip Hop: Racism, Nationalism, and Feminism?, Hill-Collins est l'autrice de Ethnicity, Culture, and Black Nationalist Politics, qu'Asante caractérise comme ayant des notions vaguement définies de nationalisme noir, d'afrocentrisme/afrocentricité, de religion civile et d'identité ethnique afro-américaine. Asante a caractérisé ses critiques de l'afrocentricité comme soutenant un programme intellectuel fabriqué et fondé sur la politique réactionnaire entourant l'histoire américaine moderne.
Asante (2007) souligne que la perspective de Hill-Collins sur le nationalisme noir, plutôt que d'être distincte des approches habituelles, dérive de la même origine que ces approches (par exemple, le nationalisme féministe noir, le nationalisme culturel, le nationalisme religieux, le nationalisme révolutionnaire). Dans le contexte de l'identité nationale américaine racialisée, Asante caractérise la notion de religion civile de Hill-Collins comme la révérence pour le gouvernement civil américain et ses principes politiques ; avec cette notion est la vision caractérisée des Afro-Caribéens immigrés choisissant comment ne pas devenir des Américains « noirs » (qui rejoignent plus tard les Afro-Américains et participent au mouvement UNIA), les Européens immigrés choisissant comment devenir des Américains « blancs », le pouvoir social euro-américain de la blancheur pour effacer leur identité raciale et devenir n'importe quelle autre identité (par exemple, amérindienne, d'origine irlandaise, d'origine italienne) sauf une identité d'origine africaine, le pouvoir social euro-américain d'opérer en tant qu'individus plutôt que comme une identité raciale monolithique (par exemple, Noir américain), et une tradition de racisme opérant dans le contexte moderne de daltonisme racial, de déségrégation et d'illusion d'égalité.
Suivant sa vision caractérisée du nationalisme noir, Asante (2007) indique que Hill-Collins confond le nationalisme noir (par exemple, Louis Farrakhan et la Nation de l'Islam) avec l'afrocentricité. Asante indique que le nationalisme noir, en tant qu’idéologie politique, est distinct de l’afrocentricité, qui est un paradigme philosophique, et que les deux servent des objectifs distincts et opèrent dans des sphères distinctes. Plutôt que d'être une reformulation du nationalisme culturel noir et d'être une religion civile, Asante indique que les études noires dérivent et se développent à partir du nationalisme noir et que le développement de l'afrocentricité est postérieur au développement des études noires. Asante indique que la compréhension correcte de Hill-Collins est que « l'afrocentricité est une théorie sociale dans le sens où elle explique la dislocation, la désorientation et l'esclavage mental des peuples africains comme étant une fonction de l'hégémonie raciale blanche. » En relation avec ce point de vue, Asante indique que mutiler son propre peuple est l'une des plus grandes formes de dislocation et que vénérer l'instruction d'un « maître d'esclaves » d'attaquer intellectuellement son propre peuple est une forme de comportement disloqué.
La pièce maîtresse de l'approche de Hill-Collins, telle qu'Asante (2007) l'a caractérisée, est que « l'afrocentricité a pris le cadre de la religion civile américaine et l'a dépouillé de ses symboles américains et lui a substitué un système de valeurs noir ». Asante indique que les premiers africologues (par exemple, Nah Dove (en), Tsehloane Keto, Ama Mazama, Kariamu Welsh (en), Terry Kershaw (en)) du « Temple Circle » ou les érudits contemporains (par exemple, Maulana Karenga, Wade Nobles (en), Asa Grant Hilliard III (en), Clenora Hudson-Weems (en), Linda Myers) n'avaient aucune intention consciente de créer une religion civile comme le prétend Hill-Collins.

## Liste des africologues du Temple Circle
- NotesAbu Abarry[10]
- Kariamu Welsh Asante[54],[10],[55],[7],[6]
- Molefi Kete Asante[8]
- Aisha Blackshire-Belay[7],[6]
- Nah Dove[54],[55],[7],[6]
- Charles Fuller[7],[6]
- Terry Kershaw[54],[10]
- C. Tsehloane Keto[54],[10],[55],[7],[6]
- Ama Mazama[54],[10],[7],[6],[8]
- Theophile Obenga[10],[7],[6]
- James Ravell[7],[6]
- Thelma Ravell[7],[6]